# Estación Agronómica Nacional
La Estación Agronómica Nacional, en portugués: Estação Agronómica Nacional (EAN), es un conglomerado de instituciones de investigación y experimentación que se albergan en una finca de 130 hectáreas de extensión, que se encuentra en Oeiras, Portugal. Su código de reconocimiento internacional como institución botánica es LISE.

## Actividades
La Estação Agronómica Nacional es un organismo de investigación científica enfocado en la resolución de los problemas concretos de la agricultura en Portugal, 
Otros organismos del Estado en este espacio:
- EFN, Estação Florestal Nacional, unidad operativa del Instituto Nacional de Investigação Agrária e das Pescas, enfocado en la investigación y el desarrollo experimental en el sector forestal, a través de la elaboración de estudios tendentes a promover el desarrollo del sector, de su nivel técnico y científico, donde se enseñan buenas prácticas de gestión del alcornoque y la encina así como la identificación y monitorización de enfermedades y plagas de las cubiertas vegetales.
- ENFVN, Estação Nacional de Fruticultura Vieira Natividade, es una unidad de Ciencia y Tecnología del Instituto Nacional de Investigação Agrária e das Pescas (INIAP), enfocado en la investigación y el desarrollo experimental en el sector frutícola.
- ENMP, Estação Nacional de Melhoramento de Plantas, Servicio operativo del INIA con actividades científicas, técnicas y de formación, en el sentido de la mejora de plantas, y la producción de semillas.
- EVN, Estação Vitivinícola Nacional, enfocando sus actividades en el sector vitivinícola.
- EZN, Estação Zootécnica Nacional, con actividades encaminadas a mejorar el sector agropecuario, siendo un Campus Científico multidisciplinar y plurivocacional en la producción animal.
- LQARS, Laboratório Químico Agrícola Rebelo da Silva, área científica que trabaja sobre los Recursos Naturales y Ambientales, en los dominios de la fertilidad del suelo, la nutrición mineral de las plantas, los fertilizantes y de las tecnologías de fertilización de los suelos y de los cultivos, que sirvan de apoyo a los agricultores, a entidades públicas, privadas o a cooperativas.